# Петер Ач
Петер Ач (угор. Ács Péter нар. 10 травня 1981, Егер) – угорський шахіст, гросмейстер від 1998 року.

## Шахова кар'єра
Першим міжнародним успіхом Ача було завоювання звання чемпіона Європи серед юніорів 1992 року в Рімавскій Соботі. Чотири роки по тому виграв бронзову медаль на чемпіонаті світу серед юніорів до 16 років, який пройшов на острові Менорка. У 1999 році переміг на турнірі Agro в Будапешті. Найбільшого успіху в кар'єрі досягнув у Афінах у 2001 році, ставши чемпіоном світу серед юніорів до 20 років. 2002 року досягнув ще одного великого успіху, вигравши сильний турнір за запрошення у Хогевені (перед Олександром Халіфманом, Юдіт Полгар і Люком ван Велі) і поділив 1-ше місце на відкритому турнірі в Пардубице. Також того ж року здобув (у командному заліку) срібну медаль на шаховій олімпіаді в Бледі і титул чемпіона Угорщини. У 2004 році взяв участь у чемпіонаті світу ФІДЕ, що пройшов у Триполі за олімпійською системою, перемігши в 1-му турі Предрага Ніколича, але в 2-му поступившись Сергієві Мовсесяну. У 2007 році поділив 1-ше місце (разом з Пенталою Харікрішною) на Меморіалі Дьордя Маркса в Пакші.
Найвищий рейтинг в кар'єрі мав станом на 1 січня 2003 року, доягнувши 2623 очок займав тоді 72-те місце в світовому рейтинг-листі ФІДЕ, одночасно займаючи 4-те місце серед угорських шахістів.

## Зміни рейтингу
| На цьому місці має відображатися графік чи діаграма, однак з технічних причин його відображення наразі вимкнено. Будь ласка, не видаляйте код, який викликає це повідомлення. Розробники вже працюють для того, щоби відновити штатне функціонування цього графіка або діаграми. | |
| | На цьому місці має відображатися графік чи діаграма, однак з технічних причин його відображення наразі вимкнено. Будь ласка, не видаляйте код, який викликає це повідомлення. Розробники вже працюють для того, щоби відновити штатне функціонування цього графіка або діаграми. |